# Kimura Masahiko
Kimura Masahiko (木村 政彦 10 tháng 9 năm 1917 – 18 tháng 4 năm 1993) là một võ sĩ judo và đô vật chuyên nghiệp người Nhật Bản. Ông được thừa nhận rộng rãi là một trong những võ sĩ judo vĩ đại nhất mọi thời đại. Trong võ khóa tay, đòn khóa tay trái ngược ude-garami thường được gọi là đòn "Kimura", vì ông đã dùng đòn này để đánh bại Hélio Gracie, người phát triển võ jujitsu Gracie. Trong thế giới đấu vật chuyên nghiệp Nhật Bản, ông được biết đến với trận đấu gây tranh cãi với Rikidōzan.